# マカランド・デシュパンデ
マカランド・デシュパンデ（Makarand Deshpande、1966年3月6日 - ）は、インドの俳優。ヒンディー語映画を中心にカンナダ語映画、マラーティー語映画、マラヤーラム語映画、テルグ語映画、タミル語映画で活動している。

## キャリア
代表作には『Jungle』『Sarfarosh』『Swades』『Makdee』『Satya』『Bbuddah... Hoga Terra Baap』『Darna Zaroori Hai』があり、大酒飲みや道楽者、コミックリリーフを演じることが多い。また、映画監督として5本の映画を手掛けている。2012年には『Dandupalya』に出演し、これ以降のシリーズ作品にも引き続き起用されており、2024年にはデーヴ・パテールの監督デビュー作『モンキーマン』で海外映画デビューを果たした。
演劇活動にも積極的に参加しており、1990年にプリトヴィ劇場で初めて舞台に立ち、1993年にはケイ・ケイ・メーノーンと共同でアンシュ・シアター・グループを立ち上げ、中心人物の一人として活動している。

## フィルモグラフィー

### 映画

#### 監督
- Danav（2003年）
- Hanan（2004年）
- Shahrukh Bola "Khoobsurat Hai Tu"（2010年）
- Sona Spa（2013年）
- Saturday Sunday（2014年）

#### 出演

##### ヒンディー語映画
- Qayamat Se Qayamat Tak（1988年）
- Salim Langde Pe Mat Ro（1989年）
- Prahaar: The Final Attack（1991年）
- Anth（1994年）
- Sir（1993年）
- Bedardi（1993年）
- Pehla Nasha（1993年）
- Naajayaz（1995年）
- Naseem（1995年）
- Fareb（1996年）
- Ghatak: Lethal（1996年）
- Udaan（1997年）
- Satya（1998年）
- Sarfarosh（1999年）
- Jungle（2000年）
- Ghaath（2000年）
- Ek Aur Visphot（2002年）
- Company（2002年）
- Pyaar Diwana Hota Hai（2002年）
- Lal Salaam（2002年）
- Road（2002年）
- Makdee（2002年）
- Market（2003年）
- Chameli（2004年）
- Hanan（2004年）
- Paisa Vasool（2004年）
- Ek Se Badhkar Ek（2004年）
- Swades（2004年）
- Khamoshh... Khauff Ki Raat（2005年）
- Ek Khiladi Ek Haseena（2005年）
- Darna Zaroori Hai（2006年）
- Yun Hota Toh Kya Hota（2006年）
- Guzaarish（2010年）
- Khatta Meetha（2010年）
- イエローブーツの娘（英語版）（2011年）
- Bbuddah... Hoga Terra Baap（2011年）
- My Friend Pinto（2011年）
- Kalpvriksh（2012年）
- Jackpot（2013年）
- Issaq（2013年）
- Hawaa Hawaai（2014年）
- Mogali Puvvu（2015年）
- Pratichhaya（2016年）
- Aa Gaya Hero（2017年）
- Meri Beti Sunny Leone Banna Chaahti Hai（2017年）
- Fukrey Returns（2017年）
- The Wishing Tree（2017年）
- Hanuman: Da' Damdaar（2017年）
- Game of Ayodhya（2017年）
- Mere Pyare Prime Minister（2019年）
- ガネーシャ マスター・オブ・ジャングル（2019年）
- Chicken Curry Law（2019年）
- Bombay Rose（2019年）
- Malang（2020年）
- Sadak 2（2020年）
- 12 'O' Clock（2021年）
- Liger（2022年）
- Bholaa（2023年）
- Chhota Bheem and the Curse of Damyaan（2024年）

##### マラーティー語映画
- Ek Ratra Mantarleli（1989年）
- Rita（2009年）
- Samaantar（2009年）
- Ajintha（2012年）
- Panhala（2015年）
- Dagadi Chawl（2015年）
- Mazhi Tapasya（2016年）
- Truckbhar Swapna（2018年）
- Chatrapati Shasan（2019年）[4][5]
- Aathva Rang Premacha（2022年）
- Daagadi Chawl 2（2022年）
- Satarcha Salman（2023年）
- Alyad Palyad（2024年）[6]
- Amhi Jarange（2024年）[7]

##### マラヤーラム語映画
- No. 66 Madhura Bus（2012年）
- Amen（2013年）
- Bhaiyya Bhaiyya（2014年）
- Two Countries（2015年）
- Pulimurugan（2016年）
- Kuttikalundu Sookshikkuka（2016年）
- Team 5（2017年）
- Sayanna Varthakal（2022年）
- Voice of Sathyanathan（2023年）[8]

##### テルグ語映画
- Jalsa（2008年）
- Ek Niranjan（2009年）
- Bombhaat（2020年）
- Romantic（2021年）
- Liger（2022年）
- RRR（2022年）
- Thaggedele（2022年）
- Spy（2023年）
- Hidimba（2023年）
- Rules Ranjann（2023年）
- Razakar（2024年）
- Tiragabadara Saami（2024年）

##### カンナダ語映画
- Dandupalya（2012年）
- Aakramana（2014年）
- Abhinetri（2015年）
- Shivam（2015年）
- Dandupalya 2（2017年）
- Dandupalya 3（2018年）
- Adyaksha in America（2019年）

##### タミル語映画
- Lisaa（2019年）
- PS2 大いなる船出（2023年）
- ジェイラー（英語版）（2023年）

##### 英語映画
- モンキーマン（2024年）

### テレビシリーズ
- Circus（1989年）
- Devta as Suraj（1996年）
- Filmi Chakkar as Papa Natekar（1994年）
- Sailaab（1995年）
- Kyunki Saas Bhi Kabhi Bahu Thi（2000年）
- Sarabhai vs Sarabhai（2004年）
- CID（2004年）
- Asmita（2014年）
- Inside Edge（2017年）
- Vikram Betaal Ki Rahasya Gatha（2018年）
- Modi: Journey of a Common Man（2019年）
- The Verdict – State vs Nanavati（2019年）
- Maharashtracha Superstar（2020年）
- Hundred（2020年）
- Shoorveer（2022年）
- The Fame Game（2022年）
- The Jengaburu Curse（2023年）

## 受賞歴

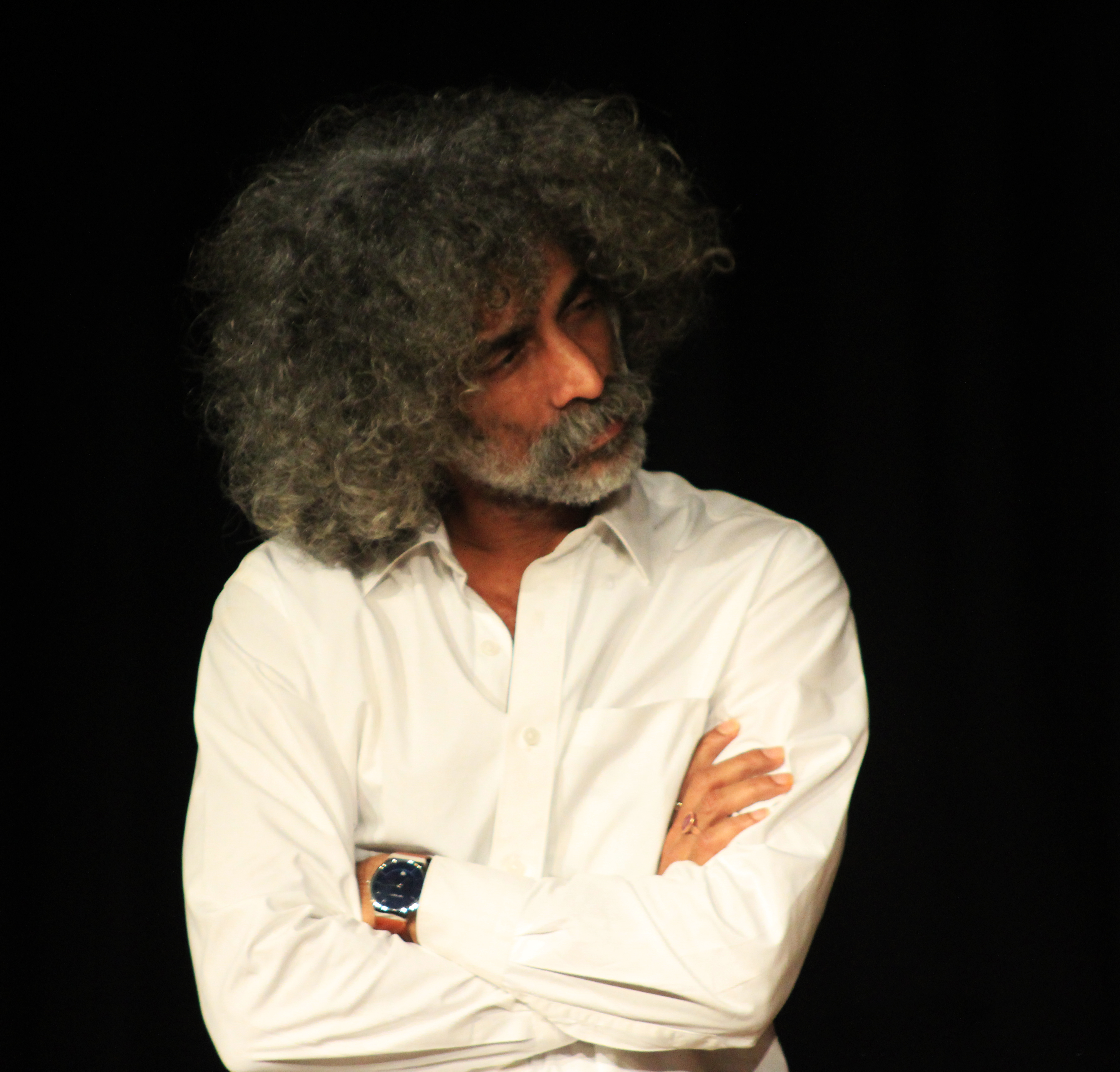
マカランド・デシュパンデ

| 年                                                    | 部門                                    | 作品                                    | 結果                                    | 出典                                    |
| フィルムフェア賞 マラーティー語映画部門               | フィルムフェア賞 マラーティー語映画部門 | フィルムフェア賞 マラーティー語映画部門 | フィルムフェア賞 マラーティー語映画部門 | フィルムフェア賞 マラーティー語映画部門 |
| ----------------------------------------------------- | --------------------------------------- | --------------------------------------- | --------------------------------------- | --------------------------------------- |
| 2016年                                                | 助演男優賞                              | 『Dagadi Chawl』                        | ノミネート                              | [ 9 ]                                   |
| 南インド国際映画賞                                    |                                         |                                         |                                         |                                         |
| 2013年                                                | カンナダ語映画部門悪役賞                | 『Dandupalya』                          | ノミネート                              |                                         |
| 2013年                                                | マラヤーラム語映画部門悪役賞            | 『No. 66 Madhura Bus』                  | ノミネート                              |                                         |
| インド・テレビジョン・アカデミー賞                    |                                         |                                         |                                         |                                         |
| 2005年                                                | 悪役賞                                  | 『CID』                                 | 受賞                                    | [ 10 ]                                  |
| マハーラーシュトラチャ・フェイバリット・コン?アワード |                                         |                                         |                                         |                                         |
| 2016年                                                | フェイバリット助演男優賞                | 『Dagadi Chawl』                        | ノミネート                              |                                         |